# 阿韦萨克
阿韦萨克（法語：Avessac，法語發音：[avɛsak] ⓘ）是法国大西洋卢瓦尔省的一个市镇，位于该省西北部，属于沙托布里扬-昂斯尼区。

## 地理
阿韦萨克（47°39'12"N, 1°59'23"W）面积76.49 平方千米，位于法国卢瓦尔河地区大区大西洋卢瓦尔省，该省份为法国西北部沿海省份，位于布列塔尼半岛东南部，北起伊勒-维莱讷省，西北接莫尔比昂省，西临大西洋，南至旺代省，东临曼恩-卢瓦尔省。
与阿韦萨克接壤的市镇（或旧市镇、城区）包括：拉沙佩勒德布兰、勒纳克、圣玛丽、费格雷阿克、盖姆内庞福、马塞拉克、普莱塞、圣尼古拉德勒东。

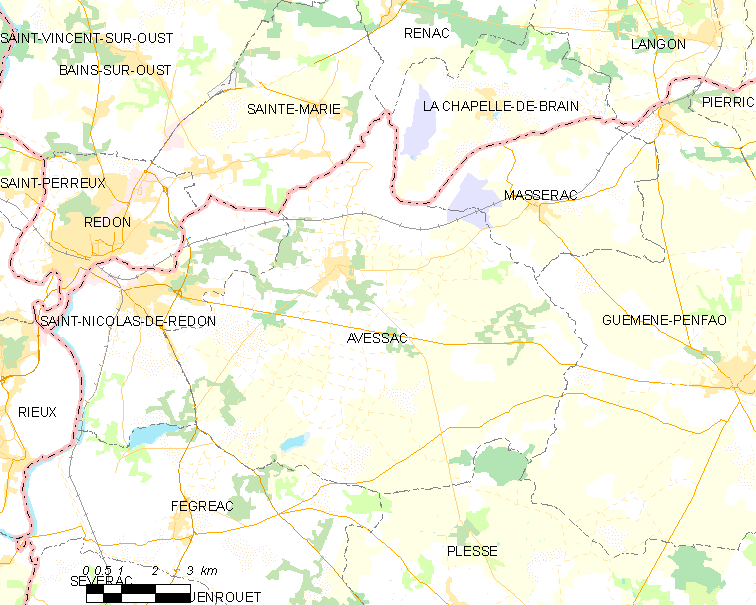
阿韦萨克的OSM定位图

阿韦萨克的时区为UTC+01:00、UTC+02:00（夏令时）。

## 行政
阿韦萨克的邮政编码为44460，INSEE市镇编码为44007。

## 政治
阿韦萨克所属的省级选区为蓬沙托县。

## 人口

1962-2008年间阿韦萨克人口变化图示

阿韦萨克于2022年1月1日时的人口数量为2451人。